# Friedrich von Liechtenstern
Friedrich Wilhelm Theodor Freiherr von Liechtenstern (* 15. Oktober 1843 in Magdeburg; † 3. Juli 1906) war ein preußischer Generalleutnant.

## Leben

### Herkunft
Friedrich von Liechtenstern war ein Sohn des preußischen Premierleutnants Theodor von Liechtenstern (1799–1848) und dessen Ehefrau Agnes, geborene Freiin von Gallera.

### Militärkarriere
Liechtenstern erhielt seine Erziehung im elterlichen Hause. Nach dem Besuch des Gymnasiums zum Grauen Kloster sowie der Kadettenhäuser in Potsdam und Berlin wurde er am 2. Mai 1863 als charakterisierter Portepeefähnrich dem Pommerschen Füsilier-Regiment Nr. 34 der Preußischen Armee überweisen. Er avancierte bis Mitte Oktober 1864 zum Sekondeleutnant und war während des Deutschen Krieges 1866 beim Ersatz- bzw. IV. Bataillon. Nach Kriegsende diente Liechtenstern von Ende November 1866 bis Mitte September 1868 als Adjutant des III. Bataillons und wurde anschließend als Erzieher beim Berliner Kadettenhaus kommandiert. Für die Dauer der Mobilmachung anlässlich des Krieges gegen Frankreich war er 1870/71 dem Hessischen Füsilier-Regiment Nr. 80 aggregiert und nahm an der Schlacht von Sedan sowie der Belagerung von Paris teil.
Ausgezeichnet mit dem Eisernen Kreuz II. Klasse wurde Liechtenstern nach dem Vorfrieden von Versailles zum 1. April 1870 als Erzieher wieder zum Berliner Kadettenhaus kommandiert und unter Beförderung zum Premierleutnant Mitte des Monats als Adjutant hierher versetzt. Mit der Ernennung zum Chef der 6. Kompanie im 5. Badischen Infanterie-Regiment Nr. 113 trat er am 30. April 1877 als Hauptmann in den Truppendienst zurück. Unter Stellung à la suite erfolgte am 18. April 1885 seine Versetzung in den Nebenetat des Großen Generalstabes. Ende November 1886 stieg er zum Major auf und wurde unter Überweisung zum Großen Generalstab in den Generalstab der Armee versetzt. Daran schlossen sich Generalstabsverwendungen bei der 22. Division und dem XIV. Armee-Korps an. Vom 24. März 1890 bis zum 16. Dezember 1891 war er Bataillonskommandeur im Infanterie-Regiment „Freiherr von Sparr“ (3. Westfälisches) Nr. 16. Anschließend trat er als Oberstleutnant und etatmäßiger Stabsoffizier zum 4. Magdeburgischen Infanterie-Regiment Nr. 67 über. Unter Stellung à la suite wurde er am 16. Juni 1894 mit der Führung des Leib-Grenadier-Regiments „König Friedrich Wilhelm III.“ (1. Brandenburgisches) Nr. 8 beauftragt und am 12. September 1894 als Oberst zum Regimentskommandeur ernannt. Daran schloss sich am 18. Oktober 1895 eine Verwendung als Chef der Bekleidungsabteilung (B 3) im Militär-Ökonomie-Departement des Kriegsministeriums in Berlin an. In dieser Funktion verlieh ihm Prinzregent Luitpold von Bayern am 27. November 1896 das Komturkreuz seines Militärverdienstordens und am 22. Mai 1897 erhielt er den Rang und die Gebührnisse eines Brigadekommandeurs. Unter Stellung à la suite des Kriegsministeriums wurde Liechtenstern am 1. April 1898 mit der Führung der 31. Infanterie-Brigade in Trier beauftragt und unter Ernennung zum Kommandeur dieser Brigade am 15. Mai 1898 zum Generalmajor befördert. Zunächst am 2. Mai 1901 mit der Führung der 33. Division in Metz beauftragt, wurde Liechtenstern am 16. Juni 1901 Generalleutnant und Kommandeur dieses Großverbandes. In dieser Eigenschaft erhielt er anlässlich des Ordensfestes im Januar 1903 den Stern zum Roten Adlerorden II. Klasse mit Eichenlaub, bevor man ihn in Genehmigung seines Abschiedsgesuches am 2. Mai 1903 mit der gesetzlichen Pension zur Disposition stellte.
Nach seiner Verabschiedung lebte er in Freiburg im Breisgau.

### Familie
Liechtenstern verheiratete sich am 15. April 1895 in Berlin mit Caroline Jacobi (1848–1925), verwitwete Gosebruch. Die Ehe blieb kinderlos. Seine Frau brachte die Tochter Margareta (1879–1968) mit in die Ehe, die 1910 in Meran den Schriftsteller Christian Morgenstern (1871–1914) heiratete.